# Cerynea punctilinealis
Cerynea punctilinealis là một loài bướm đêm trong họ Erebidae.